# Hermann von Orges
Hermann Ritter von Orges (* 12. April 1821 in Braunschweig; † 9./10. Juni 1874 in Wien) war ein deutscher Publizist.

## Leben

### Militärische Laufbahn
Hermann Ritter von Orges besuchte das Gymnasium in Braunschweig. Seit Vater war ein Artillerieoffizier aus Braunschweig, der in der westfälischen Armee diente. Auch Orges betrat die militärische Laufbahn in Preußen; vorteilhaft für ihn war, dass sein Vater ein Freund von General Joseph von Radowitz war.
Im April 1838 trat er als Kanonier bei der in Erfurt stationierten 4. Artilleriebrigade der Preußischen Armee ein und wurde im Herbst nach Ablegung diverser Prüfungen zum Besuch der Artillerie- und Ingenieurschule in Berlin kommandiert, kehrte aber im Jahre 1842 zu seiner Brigade zurück.
Zu seiner weiteren Ausbildung dienten größere Reisen sowie die Teilnahme an deutschen und französischen Kriegsübungen. Er meldete sich zum Besuch der allgemeinen Kriegsschule in Berlin, in die er nach gut bestandener Prüfung im Jahre 1845 aufgenommen wurde.
Den vorgeschriebenen Dienst in den anderen Waffen leistete er bei dem 4. Dragonerregiment in Deutz und beim 10. Infanterieregiment in Breslau, bei dem er sich besonders durch Einführung eines selbständig erdachten Turnsystems verdient machte. Er war Leutnant in Berlin, als die Revolution 1848 ausbrach, die ihn aus der begonnenen militärischen Laufbahn warf.
Am 19. März reichte er sein Entlassungsgesuch ein, entfernte sich aus Berlin. Er ging nach Rendsburg, wo er der schleswig-holsteinischen Artillerie zugewiesen wurde. Hier geriet er in einen Konflikt mit den preußischen Offizieren; dies veranlasste ihn, den Militärdienst ganz aufzugeben. Anstatt der Gewährung seines Entlassungsgesuchs war er aus den Listen der preußischen Armee gestrichen worden, weil er sich ohne Erlaubnis ins Ausland begeben hatte.
Als Schriftsteller beschäftigte er sich vorwiegend mit militärischen Dingen. Eine starke Neigung war es, die ihn, zum Verzicht auf die militärische Laufbahn gezwungen, auf das Meer und in fremde Länder trieb. Noch im Herbst 1848 ging er nach Hamburg, um sich durch einen Kurs in der dortigen Navigationsschule vorzubereiten.
Als freiwilliger Matrose diente er dann auf einem hamburgischen Schiff, „Wolga“, das unter russischer Flagge segelte und nach Rio de Janeiro fuhr. Die folgenden Jahre bestanden aus Fahrten auf verschiedenen Schiffen und in verschiedene Weltgegende; auf diesen Reisen bildete sich Orges zum Schriftsteller aus.

### Karriere als Publizist
Er schrieb Artikel für die Allgemeine Zeitung, u. a. „Aus Australien“, „Auf einer Reise um die Welt“ und „Ueber die Industrieausstellung zu London 1851“. Die Allgemeine Zeitung verwendete ihn fortan für wichtige Aufträge: Johann Friedrich Cotta sandte ihn nach dem Staatsstreich des 2. Dezember 1851 nach Paris und beim Ausbruch des Krimkrieges 1853 nach Konstantinopel, dem heutigen Istanbul, wo er Bekanntschaft mit dem damaligen k. k. Internuntius Karl Ludwig von Bruck machte.
Orges wünschte sich später, in der Redaktion der Allgemeinen Zeitung zu arbeiten. Vorerst noch ohne feste Anstellung, trat er im Jahre 1854 in Augsburg ein. Er war in einer Zeit gekommen, in der die Mitarbeit einer jüngeren Kraft besonders erwünscht war. Kaum war er eingetreten, so starb Karl August Mebold, der Hauptredakteur, an Cholera; Kolb, den Leiter der Redaktion, bereits an einer schweren Krankheit erkrankt, traf im September 1856 ein Schlaganfall, von dem er sich nie mehr ganz erholen konnte, obwohl er fortan arbeitete und auch die Leitung behielt.
Unter diesen Umständen wuchs der Einfluss Orges’. Der geschwächte Kolb verlor nach und nach an Einfluss. Orges führte die Korrespondenz mit den Eigentümern der Zeitung in Stuttgart; er unterhielt nach auswärts einflussreiche Verbindungen, auf eigene Faust knüpfte er mit politischen Persönlichkeiten und mit Staatskanzleien an und sein Drang nach einer Reform brachte auch für die Zeitung Erneuerungen.
Er stieß dabei auf die Tradition als starkes Hindernis. Insbesondere war es der Cotta, der der Aufstellung bestimmter Programmpunkte durchaus widerstrebte. Ein formuliertes politisches Programm – das war ganz gegen die bisherige Blattlinie. Orges sah darin ein Mittel, auf die allgemeine Meinung wie auf die Regierungen in bestimmtem Sinne einzuwirken.
Nun stimmten seine Ideen mit den Ansichten Cottas wie mit denen seiner Redakteure im Wesentlichen überein. Den größten und wichtigsten Teil des Inhalts der Zeitung bildeten die Berichte von auswärts, aus den Mittelpunkten der europäischen Politik sowie aus deutschen wie ausländischen Kulturstätten.
Die Sichtung, Ordnung und Verarbeitung dieses Materials war das Hauptgeschäft in Augsburg gewesen, und dabei hatten sich die Persönlichkeiten der Redakteure im Hintergrund gehalten. Eine Änderung dieser wesentlich anonymen Tätigkeit wünschte man weder in Stuttgart noch in Augsburg.
Orges’ eigentliches Arbeitsgebiet in der Redaktion war Frankreich, im Anschluss daran Belgien und die iberische Halbinsel. Durch seine Aufenthalte in Paris hatte er seinen Hass gegen Napoleon III.
Den Staatsstreich des 2. Dezember, dessen nächste Wirkungen er an Ort und Stelle miterlebte, hatte er ihm nie verziehen. Die innere Korruption des Kaiserreichs und die Gefahren, die von seiner auswärtigen Politik dem Weltfrieden drohten, war durch seine Feder unermüdlich den Zeitgenossen vorzuhalten. Die ganze romanische Welt sah er im Verfall. Der „Niedergang der romanischen Völker“ gehörte auch zu seinen Schlagworten. Im Gegensatz dazu sprach er der germanischen Welt eine große Zukunft zu. Die Steigerung der Verkehrsmittel war für ihn der wesentlichste Hebel des Fortschritts im Völkerleben. In Wien fand man in ihm einen unbequemen Mahner, weshalb Cotta von dort mit manchem Vorwurf konfrontiert wurde.
Sein Wahlspruch lautete „penna et ferro“.
In einer Denkschrift, die Orges im Jahre 1856 über die Aufgaben der Allgemeinen Zeitung an Cotta richtete, waren zwei Grundgedanken vorangestellt: Freiheit als eine Funktion der Bildung und die Einheit Deutschlands durch die Einigung der materiellen Interessen. Cotta war mit dem Inhalt der Denkschrift einverstanden, behielt sie jedoch in seinem Archiv, ohne öffentlich von ihr Gebrauch zu machen.
Die Allgemeine Zeitung, schrieb Orges 1858, sei nicht eine großdeutsche Zeitung, sondern, wenn man den Ausdruck verstehe, eine hochdeutsche. Vom Jahre 1858 an durfte er neben Kolb und Altenhöfer seinen Namen unter die Zeitung setzen. Die Eigentümer in Stuttgart hatten eingewilligt.
Seine Hauptarbeit hatte er in die Nacht verlegt.
Der leidenschaftliche Eifer steigerte sich mit dem verhängnisvollen Jahr 1859. Was er schon längst von den Anschlägen Napoleons prophezeit hatte, begann sich jetzt zu erfüllen. Die Verschwörung gegen den Frieden Europas, die Wiederaufnahme der napoleonischen Tradition, der Umsturz der Verträge von 1815 lag jetzt vor aller Augen enthüllt. Und nun galt es, zum Kampf gegen den Friedensbrecher alle Kräfte, vor allem die gesamte Macht Deutschlands, aufzurufen.
Die Debatte drehte sich, als der Krieg wirklich zum Ausbruch kam, nur darum, wann Preußen in Aktion treten solle, mit welchen Vorbehalten und welchen Bedingungen. Neutralität oder gar eine großpreußische Aktionspolitik, die sich auf die Freundschaft des französischen Kaisers stützte – Stimmen in diesem Sinne sind damals nur sehr vereinzelt laut geworden.
Im Mai kam Heinrich von Sybel selbst nach Augsburg, um sich über die Politik Preußens mit der Redaktion zu besprechen und der Zurückhaltung seiner Staatsmänner das Wort zu reden.
Die Besprechung fand in Kolbs Garten statt und wurde im Wesentlichen zwischen Sybel und Orges geführt. Ihr Inhalt ist aus einem Brief ersichtlich, den Sybel am 19. Mai an Kolb schrieb, veranlasst durch einen Brief, den dieser an Justus von Liebig geschrieben hatte und der von Ed. Heyck veröffentlicht wurde. Sybel verwahrte sich gegen die ihm von Kolb unterstellte „Gothaer Gesinnung“.

„Herr Orges wird sich vielleicht erinnern, daß unser Gespräch sich durchweg um die Frage drehte, ob es wünschenswerth sei, daß binnen sechs Wochen am Rhein losgeschlagen würde. Ich erkannte das Gewicht seiner Gründe an, konnte aber trotzdem meine Gegengründe nur für überwiegend halten. Diese bestanden wesentlich in der Meinung, daß (im deutschen und österreichischen Sinne) die Position in Italien stark, die am Rheine schwach sei, daß es also im Interesse unser Aller liege, die Franzosen sich an der starken Position verbluten zu lassen, ehe man an der schwachen den Kampf eröffne … Ich habe 1850 Gothaer und Erfurter Politik mitgemacht, stehe aber nicht an, zu erklären, daß meine Ansichten darüber sich längst modificirt haben. Mein Gothaerthum besteht seit Jahren in dem einfachen Wunsche, den jeder Protestant in Europa mit mir theilt, daß, so weit in und innerhalb des Bundes und der Bundesverfassung eine der Großmächte vorwiegenden Einfluss haben kann, dieser bei Preußen und nicht bei Oesterreich sein möge. Ich sehe nun in der heutigen Krisis so gut wie Sie von ihrem Standpunkte, daß Preußen eine solche würdige und einflußreiche Stellung nicht durch Zank gegen Oesterreich, sondern nur durch Unterstützung desselben, nicht durch faules Stillesitzen, sondern nur durch lorbeerreiches Vorgehen gegen den Nationalfeind gewinnen kann. Ich habe, wo ich wirken konnte, in diesem Sinne gewirkt, und vor drei Wochen in Berlin bereits auf allen Seiten die Aufstellung eines Observationsheeres am Rhein gepredigt. Ich habe, wo ich gekonnt, jedem Symptom Gothaischer Gelüste mich in den Weg gestellt, aber glücklicherweise nicht viel von Gothaerthum zu Gesicht bekommen … So weit ich sehen kann, geht es Ihnen mit den Gothaern überhaupt, wie mit mir insbesondere. Sehen Sie ernstlich zu, so werden Sie geringes Material für diese Gothaer Umtriebe finden. Mir scheint, daß das Polemisiren dagegen die Sache der deutschen Eintracht wenig fördern, die denuncirten Pläne eher ins Leben rufen wird.“

Der Versuch Sybels, in Augsburg einer leidenschaftsloseren Beurteilung der Lage Eingang zu verschaffen, diente nur dazu, die gegenseitige Entfremdung und Gereiztheit zu steigern. In der Broschüre, die Sybel zu Ende des Jahres anonym erscheinen ließ, hieß es, „Die Fälschung der guten Sache durch die Allgemeine Zeitung“ hat er vornehmlich Orges für die Haltung des Blattes und die ganze Stimmung Süddeutschlands verantwortlich gemacht.
Den Kriegsereignissen in Italien folgte Orges mit großem Interesse. Aber die Österreicher durften nicht unterliegen, und als sie die Schlachten verloren hatten, tat er alles, um die Geschichte aufzuhalten. Er stutzte die Kriegsberichte nach seinem Ermessen zu, stemmte sich dem bald einreißenden Pessimismus entgegen, stellte die Dinge dar, wie er sie durch „gefärbte Gläser“ sah, und verteidigte dies damit, dass der Tagesschriftsteller, wo vaterländische Interessen auf dem Spiele stehen, ganz andere Aufgaben und Pflichten habe, als Geschichtsschreiber oder militärische Kritiker.
Für die Politik, die in Augsburg gemacht wurde, war der plötzliche Friedensschluss eine schwere Enttäuschung. Für Orges war er fast ein persönliches Fiasko. Mit verzweifelter Hartnäckigkeit wehrte sich Orges dagegen. Auch nach Abschluss des Waffenstillstands beschwor er den Kaiser von Österreich, den Krieg fortzusetzen, nachdem Franz Joseph und Napoleon sich bereits verständigt hatten, Preußen zur Pflicht, sofort den Krieg zu erklären, und zwar in Unterwerfung unter die Bundesverfassung, „der auch Oesterreich und die reindeutschen Staaten sich unterwerfen.“
Von da an erst hat sich auch Orges immer mehr in eine verbissene Polemik gegen Preußen hineingeschrieben. Dem Vorfrieden von Villafranca folgten die gegenseitigen Anklagen zwischen Österreich und Preußen, der erregte Meinungskampf über die Verbesserung der deutschen Bundesverfassung und die Anläufe zu einer Organisation der öffentlichen Meinung im nationalen Sinne, während die Allgemeine Zeitung immer einseitiger ihre Stellung auf der großdeutschen Seite nahm und damit viele alte Freunde verlor.
Aus Londoner Flüchtlingskreisen war ein heftiger Angriff auf Karl Vogt in Genf erfolgt, dem vorgeworfen wurde, dass er, der Leibpublizist des Prinzen Napoleon, mit französischem Geld bestochen sei und andere zu bestechen versucht habe. Im Lager der Flüchtlinge von 1848 herrschte eine Entzweiung, die aus Anlass des italienischen Krieges zum Ausbruch kam. Die Einen hielten zu Frankreich und begünstigten seine Politik in Italien, während die Anderen einen unauslöschlichen Hass auf Napoleon geworfen hatten, den sie auch in seiner Nationalitätenpolitik bekämpften.
Jenen Angriff auf Vogt, der in einem Londoner Flugblatt verbreitet war, hatte die Allgemeine Zeitung durch dessen Abdruck übernommen, und dies veranlasste Vogt zu einer gerichtlichen Klage, mit der er das Hauptorgan der österreichischen Politik zu treffen gedachte. Die gerichtliche Verhandlung fand am 21. Oktober in Augsburg statt. Von den verklagten drei Redakteuren war Orges persönlich erschienen. Der kranke Kolb hatte sich mit einer öffentlichen Erklärung begnügt und Altenhöfer tat, als ob ihn die Sache gar nichts anginge. Orges aber ergriff gerne die Gelegenheit, das Programm der Allgemeinen Zeitung ausführlich zu entwickeln, ihre Politik zu verteidigen und die patriotischen Beweggründe bei ihrem Angriff auf den Reichsregenten von 1849 ins Licht zu stellen. Man fand, dass sein Auftreten nicht frei von Selbstgefälligkeit und Geziertheit sei. Auch hat ihm später Vogt einen übermäßigen Gebrauch von Glacéhandschuhen vorgerückt.
Natürlich konnte der Beweis, dass Vogt bestochen sei, nicht geführt werden, der Staatsanwalt aber beantragte Abweisung der Klage, da das Bezirksgericht nicht zuständig sei und die Sache, wenn sie weiter verfolgt werden solle, vor das Schwurgericht zu bringen sei. So lautete denn auch der salomonische Gerichtsspruch, der am 29. Oktober verkündigt wurde.
Vogt, dem es bloß darauf ankam, die Sache an die große Glocke zu hängen, verfolgte sie nicht weiter und begnügte sich, die Akten des Prozesses zu veröffentlichen und zu kommentieren. Der Ausgang war für die Allgemeine Zeitung der denkbar günstigste gewesen und der Prozess war bald wieder über Wichtigerem vergessen, zumal kurz darauf die Feier von Schillers hundertstem Geburtstag stattfand, die für eine Zeit lang allen politischen Hader in den Hintergrund drängte.
Doch der Stillstand, den die Feier gebracht hatte, hielt nicht lange vor; bald schon begannen wieder gegenseitige Anklagen und Verdächtigungen, verschärft durch die Bildung des deutschen Nationalvereins.
Schon im April 1859, als Österreich um die Bundeshilfe warb, trat Orges mit dem Herzog Ernst von Sachsen-Coburg in Verbindung. Durch dessen Kabinettschef Von Meyern hatte er den Wunsch ausgesprochen, dass der Herzog die Stelle des Bundesfeldherrn erhalte und ihm die Dienste der Allgemeinen Zeitung zu diesem Zwecke angeboten.
Der Herzog widerstand dieser Lockung, die Verbindung mit Orges blieb aber auch in der Folge unterhalten. „Ich hatte genauere Beziehungen zu Herrn Orges, sah ihn häufig und ließ durch meinen Cabinetschef mit demselben einen intimeren Briefwechsel führen“, erzählt Von Meyern. Am Anfang des Jahres 1860 machte sich Orges als freiwilliger Diplomat auf zu einer Rundreise an die Höfe, um deren Gesinnungen gegenüber den friedensbedrohlichen Plänen des 2. Dezember, die sich jetzt aufs Neue im schweizerisch-savoyischen Handel enthüllten, zu erkunden oder zu befestigen.
Er sandte von dieser Reise von Berlin über Warschau nach Wien fortlaufende Berichte nach Coburg, die in Bettelheim’s Biographischen Blättern veröffentlicht wurden.
In Berlin wurde der einst aus den Listen der preußischen Armee gestrichene Offizier vom Prinzen von Preußen, vom Ministerpräsidenten und Fürsten Anton von Hohenzollern und anderen Staatsmännern empfangen. Indessen empfing er vom Fürsten von Hohenzollern Versicherungen: Keine ehrgeizigen Pläne, Zusammengehen mit Österreich in allen äußeren Fragen, Bekämpfung der Präponderanz Napoleons, darum bessere militärische Organisation in Preußen und im Bundesheer und endlich Rückendeckung durch Russland. Diese Erklärungen sollte er nach Wien übermitteln. Dort zeigte sich allerdings Verstimmung über Preußens Nichtaktion, die Österreich zum Friedensschluss gezwungen habe, auch habe die Handlungsweise der preußischen Diplomatie den uneigennützigen Versicherungen ihrer Regierung nicht entsprochen. Gleichwohl fand er auch hier alles vom besten Willen beseelt: Napoleon glaube Österreich und Preußen entzweit zu haben, allein er täusche sich, wenn er glaube, Österreich werde einem Angriff auf den Rhein untätig zusehen.
Versöhnung mit Preußen, sagte der Kaiser, sei sein innigster Wunsch. „Es ist offenbar in den höchsten Kreisen der beste und deutscheste Wille, aber es fehlt in den übrigen Kreisen. Fünfzigjährige Uebelstände lassen sich nicht über Nacht abstellen und tüchtige Kräfte nicht aus dem Boden stampfen.“
Von den Ministern hielt Orges nicht viel, mit Ausnahme von Bruck. Von dessen Genialität sei für die innere Neugestaltung des Reiches das meiste zu hoffen. „Er ist der Hort Oesterreichs und vor allem des Deutschthums in ihm.“ „Eins ist gewiß, daß die Regierung nie Deutschland aufgeben wird. Emsig und stetig voran arbeitet Oesterreich auf ein den deutschen Zuständen sich näherndes Niveau hin, um die Nationalitäten in ihrer Abgeschlossenheit durch die Macht des Verkehrs und die Macht der Bildung zu besiegen.“
Orges selbst war von dem Erfolg seiner Reise offenbar sehr befriedigt. „Wenn man in Wien jetzt einen Unterschied macht zwischen dem, was der Prinz-Regent gewollt, und dem, was seine politischen Agenten gethan, so ist das zum Theil wenigstens mein Verdienst.“ Im März berichtet er in Coburg auch von einer Audienz, die er beim König Maximilian II. Joseph von Bayern gehabt hatte, dem er gleichfalls seine Ansicht über die politische Lage „im Sinn der innern Einheit und des Friedens und des Kampfes nach außen“ entwickelte. Mit Coburg stand er fortdauernd in lebhaftem Verkehr.
Am 27. März richtete er an Rudolf von Bennigsen einen Brief, der mit weitschweifiger Rhetorik den Begründer des Nationalvereins für das großdeutsche Programm zu gewinnen suchte. Orges stellte sich ihm als „echter Sachse“, als der Erbe Justus Mösers, aber zugleich als Positivisten, als Anhänger August Comtes, vor.
Der merkwürdige Brief, der „die Entwicklung unserer Nationalität“ als oberstes Ziel an die Spitze stellte, enthielt folgende charakteristische Sätze:

„Wir Deutschen sind noch in dem Jugendalter unserer nationalen Entwicklung (Auswanderungstrieb – Wanderlust der Völker – Colonien), der Zeit der Fruchtbarkeit. Die Romanen haben diese Periode lange hinter sich, sie sind im Absterben begriffen. Die Portugiesen sind todt, Spanier und Italiener in Agonie und die Franzosen auf dem besten Weg dahin … Sie wollen Deutschland groß machen unter Preußens Führung. Zur Weltmacht wird es auf diesem Wege nie, denn nur eine Weltmission ist für uns offen, das ist die Cultivirung und Assimilirung der unteren Donauländer und dadurch Wiedererhebung (Ausbeutung) des Orients. Wir brauchen die maritime Entwicklung, aber eine Weltmission nach Westen zu besteht für uns nicht. Sie geben mit Preußens Hegemonie die Weltmacht auf … Erobert uns Preußen, so werden wir preußisch statt deutsch, denn eine leichte Ablenkung unserer Nationalität durch den herrschenden Geist ist möglich. Erobern wir das Donaureich, so muß es deutsch werden. Alles Große in Preußen, was Scharnhorst, Aster, Stein, Hardenberg, Vincke, geschaffen, ist deutsch, nicht preußisch. Das eigentliche Preußenthum ist ein mit Slaventhum durchtränktes Deutschthum, das eben wegen der slavischen Mischung das echte Bureaukratenthum, den Tschin, erzeugt und stets erzeugen wird. Dem Selfgovernment, dem eigentlichen Deutschthum ist es entfremdet. Es wird dasselbe wohl annexiren, es formuliren, es ausnützen können, aber schaffen kann es nichts, das Preußenthum ist kein schöpferisches Moment, weil es kein ursprüngliches, kein originales ist … Oesterreich ist ein großes Wildland für deutsche Cultur. Was, wir Deutschen haben halb Nordamerika für deutsche Cultur gewonnen und sollen aufgeben, was uns gehört! Sie, der Kleindeutsche, rechnen mit Kräften, die sind, mit den Zuständen, die vorliegen, ich rechne mit denen, die werden, auf die Zukunft speculire ich.“

Dazu auch hier das Lob Brucks: „Ein Staatsmann ersten Ranges, wahrscheinlich der größte Staatsmann Europas. Er ist ein Genie, der die große Zukunft Oesterreichs erarbeiten will.“ Wenige Wochen vor dem tragischen Ende des Ministers, das für Orges eine seiner schlimmsten Enttäuschungen war. Vielleicht war eine mündliche Aussprache mit den Führern des Nationalvereins wirksamer als eine briefliche Auseinandersetzung.
Der Herzog, der damals die Vereinigung aller Parteien zu einer großen Demonstration gegen Napoleon im Sinn hatte, wünschte sie, wie Orges sie wünschte, und so erschien dieser am 13. Mai in Gotha aus Anlass einer dortigen Vorstandssitzung des Nationalvereins. Die Besprechung dauerte mehrere Stunden. Ein praktisches Ergebnis hatte sie nicht. Ebenso wenig ein Vorschlag, den Orges kurz darauf in der Allgemeinen Zeitung machte, dass der Verein auf Grund der Thronrede des Prinzregenten vom 12. Januar sein Programm abändere. Am 31. Mai schrieb der herzogliche Kabinettssekretär Bollmann an Bennigsen, Orges wolle einen allgemein deutschen Verein „zur Wahrung und Förderung der Unabhängigkeit und Freiheit Deutschlands und des deutschen Volkes“ gründen, der unter 9 Männern stehe, 3 Preußen, 3 Oesterreichern und 3 „Reindeutschen“, als die drei letzteren habe er im Auge: den Herzog, Heinrich von Gagern und Gustav von Lerchenfeld. Am 6. Juni, war Orges in Heidelberg bei August Ludwig von Rochau, dem Herausgeber der Wochenschrift des Nationalvereins, der aber kurzweg an Streit darüber schrieb: „Der Mensch ist im Grund genommen ein Windbeutel und Faselhans.“
Schon im Jahr 1859 hatte Orges Meding bei einem Besuch in Augsburg an ihm eine „fortwährende nervöse Irritation“ bemerkt, „welche sich auch in seinem zitternd unruhigen Geberdenspiel und in seinen fast fieberhaft glänzenden Augen bemerkbar machte“.
Die aufreibende Redaktionstätigkeit mit ihrer Nachtarbeit blieb nicht ohne Einfluss auf seine Gesundheit. Die Eigentümer der Zeitung in Stuttgart wurden stutzig, als sie sahen, wohin Orges ihr altes solides Institut führte. Schon nach dem Ausgang der oberitalienischen Schlachten wünschten sie mehr Maß in der Parteinahme für Österreich; auch das persönliche Sichvordrängen und die diplomatischen Freiwilligendienste ihres Redakteurs konnten ihnen nicht angenehm sein; dass er ganz die Macht an der Zeitung an sich reiße, war gegen ihren Willen.
So kam es zu Zerwürfnissen, die den Wunsch einer Trennung nahelegten. Im Frühjahr 1864 löste Orges seine Verbindung mit der Zeitung.

### Nach der Karriere als Publizist
Längst hatte er in Wien mit einflussreichen Personen Beziehungen angeknüpft. Im Mai wurde er in den österreichischen Untertanenverband aufgenommen. Dort durfte er auf Dank für seine hingebenden und uneigennützigen Dienste hoffen. Der Dank bestand darin, dass er zuerst im Handelsministerium angestellt und dann im auswärtigen Amt von Beust für das Preßbureau verwendet wurde.

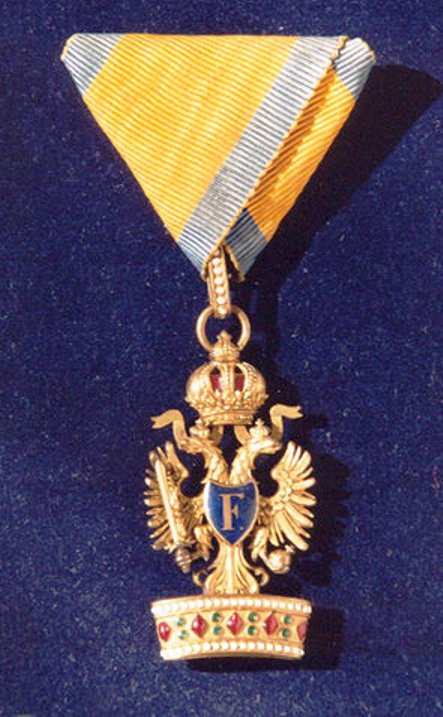
Orden der Eisernen Krone III. Klasse

Am 2. März 1865 erfolgte seine Erhebung in den erbländischen Ritterstand und am 30. Mai 1866 wurde er k. k. Regierungsrat und erhielt den Orden der Eisernen Krone III. Klasse. Den Franz-Joseph-Orden hatte er schon nach dem Vogt’schen Proceß erhalten. Auch von mehreren Mittelstaaten war er mit Orden, u. a. mit dem Welfenorden, ausgezeichnet worden.
Mit seiner Übersiedlung nach Wien verschwand er aus der Öffentlichkeit. Ein Jahrzehnt arbeitete Orges noch im Dienste des Donaureichs, aber sein Name wird kaum mehr genannt.
Nach den Mitteilungen J. Fröbels hat er es dort, wie schon in seinen letzten Augsburger Jahren, mit der absolutistischen Militärpartei gehalten, mit der kriegseifrigen Camarilla, die sich im Jahre 1866 mit den abenteuerlichsten Reaktions- und Restaurationsplänen trug, von Wiederherstellung des Kirchenstaats, Zurückeroberung der Lombardei, Vernichtung der preußischen Macht und Herrschaft in Deutschland träumte.
Noch im Jahre 1868 habe er eine Verständigung zwischen Österreich und Preußen für unmöglich und auch im Geiste des Kaisers Franz Josef für undenkbar erklärt; niemals werde Österreich den Anschluss Süddeutschlands an den norddeutschen Bund zulassen.
Der kriegerische Ton der Korrespondenzen, die er für auswärtige Blätter schrieb, sei selbst Beust zuweilen unbequem gewesen. Befriedigung hat er auch in seiner Wiener Stellung nicht gefunden.

### Tod
Ein Unfall setzte im Juni 1874 seinem Leben ein Ende. In einem überfüllten Wagen der Trambahn von Dornbach nach Wien stand er auf einem Tritt der Plattform, als ihm sein Spazierstock entfiel. Als er ihn noch packen wollte, stürzte er zu Boden und geriet unter die Räder, die ihm über beide Füße fuhren. Er wurde ins Allgemeine Krankenhaus gebracht, wo ihm am 8. Juni der linke Fuß amputiert wurde. Nach 24 Stunden starb er am starken Blutverlust um Mitternacht zwischen dem 9. und dem 10. Juni 1874.
Die Bestattung wurde vom auswärtigen Amt in die Hand genommen. Auf Wunsch des Verstorbenen fand es ohne jede kirchliche Zeremonie statt. Zwei verheiratete Schwestern waren an das Sterbelager geeilt. Die Leiche wurde in die Familiengruft in Osnabrück überführt.